# Megacera praelata
Megacera praelata är en skalbaggsart som beskrevs av Bates 1866. Megacera praelata ingår i släktet Megacera och familjen långhorningar. Inga underarter finns listade i Catalogue of Life.